# Вардрайвинг

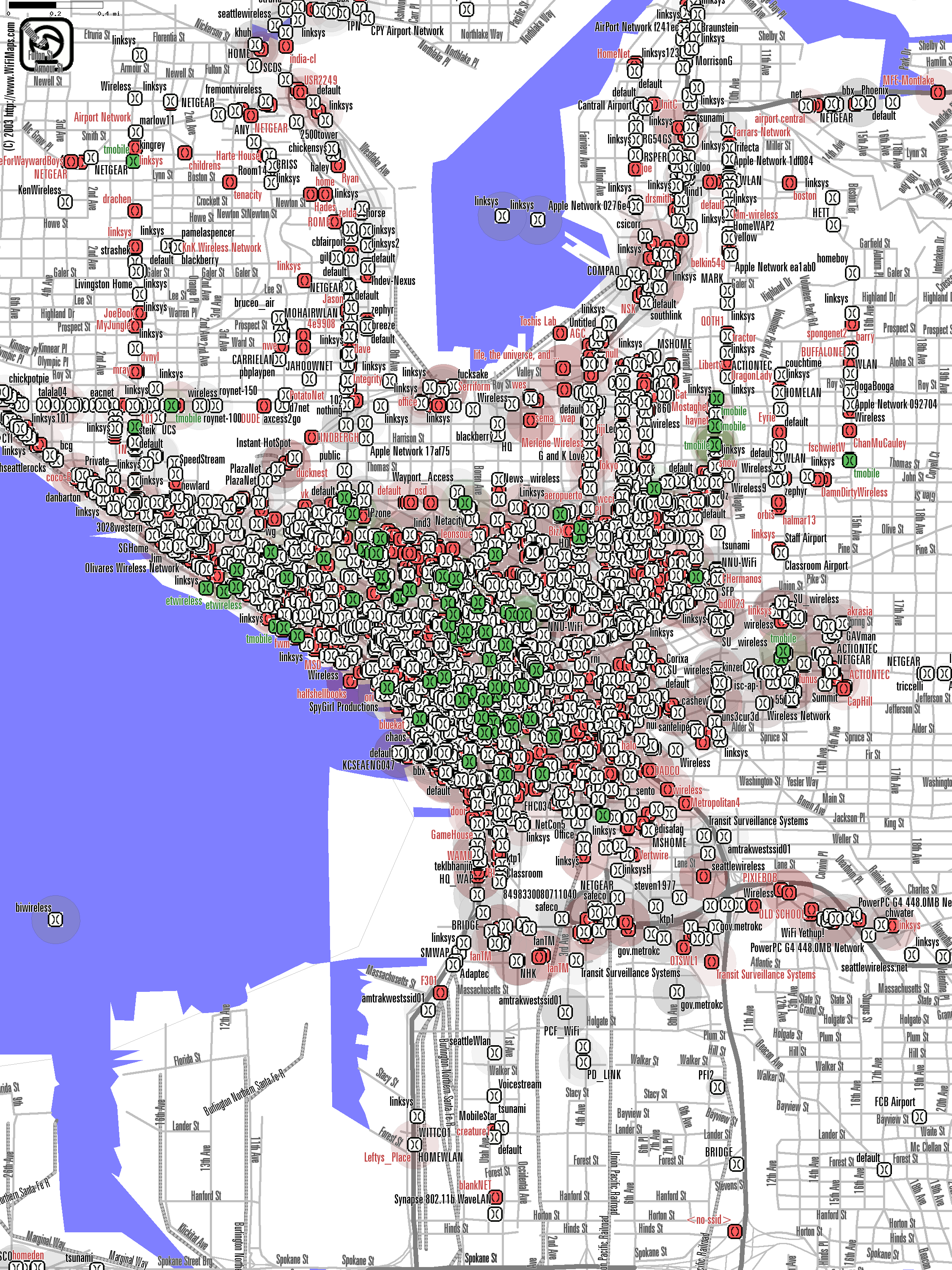
Карта узлов Wi-Fi в Сиэтле, сгенерированная из информации, собранной группой студентов в 2004 году в рамках проекта по картографированию города. Из более чем 5000 точек доступа более 50% были открытыми и незащищенными.

Вардра́йвинг (англ. Wardriving) — процесс поиска и взлома уязвимых точек доступа беспроводных сетей Wi-Fi человеком либо группой лиц, оснащённых переносным компьютером с Wi-Fi-адаптером. При этом для пространственного поиска и локализации точки используется транспортное средство (отсюда и название — боевое вождение).

## История названия
Само название произошло от другого похожего сканирования доступных точек входа — wardialing, когда злоумышленник, разыскивая общедоступный модемный пул, обзванивал составленный список или диапазон телефонных номеров. Если отвечал не человек, а другой модем, программа-сканер сохраняла его номер для последующего анализа. Впервые этот термин был введён после выхода на экраны фильма «Военные игры» (Wargames), где главный герой использовал данный метод для поиска компьютера компании по разработке игр, но случайно нашёл вход в систему командования воздушно-космической обороной США (NORAD).

## Взлом сетей
Для защиты Wi-Fi сетей от перехвата используются два протокола шифрования — WEP и WPA. 
WEP легко взломать, так как математически он содержит несколько уязвимостей, позволяющих при перехвате определённого количества пакетов подобрать пароль за пару минут, это относится как к 64-битному, так и к 128-битному шифрованию.
64-битное шифрование взламывается простым перебором на высокопроизводительном компьютере за пару часов. 128-битный ключ шифрования перебором подобрать за приемлемое время невозможно, но можно использовать некоторые особенности этого способа шифрования и перехватить пакеты с паролем. 
WPA-шифрование более надежно, чем WEP, но и его достаточно легко взломать. На данный момент рекомендуется использовать протокол WPA3-PSK.